# Fonte Magna
(Procopio di Cesarea, De Bello Gothico, VI sec. d.C.)
La Fonte Magna di Osimo risulta essere una delle più antiche fontane monumentali delle Marche. La sua costruzione è attestabile tra il I secolo a.C. e il I secolo d.C. ed è posta a settentrione su un pendio di arenaria a ridosso delle mura romane, affacciandosi sulla valle dell'Aspio verso il promontorio del Monte Conero.

## Storia
Tra le testimonianze scritte, viene ricordata da Procopio di Cesarea nel suo De Bello Gothico, narrando dei tentativi compiuti dal generale bizantino Belisario di sottrarre l'approvvigionamento idrico alla città, che era in mano ai Goti di Vitige durante la guerra greco-gotica del 539-540 d.C.
L'appellativo Magna risale alla seconda metà del XVII secolo, quando il cardinale Antonio Bichi fece realizzare da Joan Blaeu una pianta della città di Osimo nella quale la fonte romana venne rappresentata come la vera di un pozzo.
Secondo la leggenda, il toponimo avrebbe duplice interpretazione: quella meno accreditata attesterebbe il passaggio di Pompeo Magno per far abbeverare i suoi cavalli durante la guerra civile contro Gaio Giulio Cesare; mentre quella più scontata e fattibile, ne specifica le sue dimensioni in quanto il termine deriva dal latino grande, per questo motivo fu principale sorgente ad uso pubblico della zona.
Il primo archeologo che trattò scientificamente la fonte fu Gino Vinicio Gentili, il quale interpretò la struttura come un ninfeo romano ad esedra con alle estremità due spezzoni di muro che fungevano da ali di chiusura della parte interna della fontana, la quale doveva essere dotata di copertura a calotta.
Negli anni Trenta del Novecento, durante un'esplorazione, venne ritrovato un corridoio iniziale, che conduceva ad un ambiente circolare con copertura a cupola, dal quale si dipartono tre gallerie, utilizzate probabilmente sia come captazione delle acqua sia come passaggi segreti per uscire dal paese.
Nel 1941, quando Gentili provvide a ripulire la zona, usata come scarico, vi trovò l'iscrizione FECIT VESP, oggi non più visibile, databile al periodo tardo repubblicano o della prima età augustea.
Dalla storia di Marcantonio Talleoni, veniamo a sapere che sul fondo in cui è situata la fonte furono rinvenuti "rimasugli di statue, di lapidi e di pavimenti a mosaico", elementi che ne testimoniano l'antichità.
Oggi la fonte, tuttora attiva, è un sito archeologico all'aperto accessibile tramite una gradinata che parte a ridosso delle mura romane lungo via Fonte Magna e si addentra nella vegetazione composta prevalentemente da sequoie e querce secolari. 
Recentemente restaurata e riaperta al pubblico, sono stati collocati pannelli illustrativi didattici con spiegazioni botaniche e storiche in aggiunta a sedute per i visitatori. Dopo pochi metri, la struttura si presenta come un imponente rudere ad arco con una zona di intonaco nella parte alta che in origine doveva apparire colorata.

## Descrizione
Il ninfeo, per la sua tipologia collocabile tra tarda repubblica e primo impero, assume una forma semicircolare e si pensa che in origine fosse protetta da una copertura a volta decorata in modo da poter permettere l'accesso all'acqua anche in caso di assedio. La struttura, lunga 10 metri e alta 5, presenta verso monte una parte rettilinea, mentre verso valle ha una grossa cavità ad esedra. A questa, sono addossati verso sud dei grossi blocchi di arenaria che raggiungono l'intera altezza. La costruzione è frutto dell'utilizzo di materiali molto eterogenei come ciottoli calcarei e scaglie di selce, provenienti probabilmente da depositi fluviali recuperati dal greto del vicino fiume Musone. Sono presenti vari incavi e fori a diverse altezze lungo la parete, con forme e misure differenti, connessi con il sistema portante per la copertura a volta. Tangenti alle vasche per l'acqua, sono presenti alcuni gradini di tufo che in origine facevano parte di una scala che collegava il ninfeo con la posterula che si apriva nella soprastante cinta fortificata. A fianco, ma in posizione più elevata sul pendio, è presente un "pozzo", così definito da Gentili. La costruzione, quasi completamente interrata, è formata da tre lati ortogonali fra loro, composti da conci di arenaria. Tra questi si notano dei sottili strati di malta che, oltre a costituire il legante tra i blocchi, doveva avere una funzione impermeabilizzante. A monte, ad un livello superiore di circa 2 metri, è presente la muraglia di terrazzamento in conglomerato cementizio di tegole e malta e da un paramento esterno, conservato solo per brevi tratti, costituito da mattoni.
Nel tratto iniziale del sentiero che da via Fonte Magna conduce al rudere omonimo, si nota la parte superiore di un'apertura ad arco di un paio di metri, ora ostruita dal terreno, formato da cunei di arenaria e inserito in un muro di contenimento.